# Darwin Shaw
Darwin Shaw, né à Brampton en Angleterre, est un acteur britannique.

## Biographie
Il obtient un doctorat en médecine du King's College de Londres avant de compléter des études en art dramatique de la London Academy of Music and Dramatic Art. Il entreprend ensuite une carrière d'acteur au théâtre, au cinéma et à la télévision.

## Filmographie

### Cinéma
- 2002 : Jésus : Adam
- 2006 : Casino Royale : Fisher
- 2008 : I Can't Think Straight : Hani
- 2008 : Bus Stop : Matt
- 2010 : Prince of Persia : Les Sables du Temps : Asoka
- 2012 : John Carter : Officier Zodangan
- 2012 : Vamperifica : Corbeau
- 2013 : Fare : l'homme dans le bar
- 2013 : Pleasure Island : Harper
- 2014 : Son of God : Pierre
- 2015 : Dry de Stephanie Linus : Dr. Alex
- 2018 : Astral de Chris Mul : Joel Harmann

#### Télévision
- 2002 : La Brigade du courage : Williams (2 épisodes)
- 2002 : Harry and Cosh : Dr Desai (1 épisode)
- 2005 : Mummy Autopsy : le prêtre inca
- 2006 : La Fureur dans le sang : Ahmed Khan (1 épisode)
- 2007 : Saddam's Tribe : Surgeon
- 2007 : Holby City : Mohammed Sheik (1 épisode)
- 2008 : Messiah 5, le ravissement : Khalid Al Faluni
- 2012 : Call the Midwife : Zakir (1 épisode)
- 2012 : The Borgias : Augustino (1 épisode)
- 2012 : Trigger Point : Massoud
- 2013 : La Bible : Pierre (5 épisodes)
- 2013 : Endeavour : Prince Nabil (1 épisode)
- 2013 : Atlantis : Therus (1 épisode)

Sabbah
- 2015 : Homeland : Ahmed Nazari (1 épisode)
- 2018 : Marvel : Les Agents du SHIELD : Qolpakc (1 épisode)
- 2018 : House of Cards : Rafiq Nasser (2 épisodes)